# 小行星8290
小行星8290（英語：8290）是一颗围绕太阳公转的小行星。1992年7月2日，埃莉諾·赫琳、L. Lee在帕洛马山发现了此天体。
这颗小行星的绝对星等为51.98368等。